# Patek Philippe Calibre 89
Patek Philippe Calibre 89 – złoty pamiątkowy zegarek wyprodukowany w roku 1989 dla uczczenia 150. rocznicy firmy Patek Philippe. Określany przez producenta jako "najbardziej skomplikowany zegarek na świecie", waży 1,1 kg, zawiera 33 komplikacje i posiada 1728 elementów.
Wskazuje między innymi: wschody i zachody słońca, fazy księżyca, datę świąt Wielkiej Nocy, a także temperaturę. Wykonanie mechanizmu wymagało blisko 10 lat pracy (w tym 5 lat to prace koncepcyjne i 4 lata wyprodukowanie). Jest dziełem zegarmistrza P. Buclina z zespołem.
Zostały wykonane egzemplarze z platyny oraz białego, różowego i żółtego 18 karatowego złota (próby 750). Szacowana wartość to ok. 6 milionów dolarów. Nie jest to jednak najdroższy zegarek tej firmy. Na aukcji w 1999 r. zegarek amerykańskiego bankiera Henry’ego Gravesa z 1933 r. osiągnął cenę 11 milionów dolarów. W 2014 roku zegarek H.Gravesa ponownie zmienił właściciela, tym razem za 24 miliony dolarów.

## Funkcje
Zegarek ma 2 cyferblaty: 12 i 24 godzinny, posiada drugą wskazówkę sekundową. Wskazuje m.in.:
- dzień miesiąca
- dzień tygodnia
- godzinę w drugiej strefie czasowej
- fazy księżyca
- rok przestępny
- zapas energii
- miesiąc
- temperaturę
- datę świąt Wielkiej Nocy
- wschód słońca
- zachód słońca
- położenie gwiazd na niebie

## Specyfikacja
- Średnica 89 mm
- Grubość 41 mm
- Waga 1100 g